# Yana Lébedeva
Yana Andréyevna Lébedeva –en ruso, Яна Андреевна Лебедева– (San Petersburgo, 19 de diciembre de 2001) es una deportista rusa que compite en gimnasia en la modalidad de trampolín.
Ganó tres medallas en el Campeonato Mundial de Gimnasia en Trampolín de 2021 y dos medallas de oro en el Campeonato Europeo de Gimnasia en Trampolín de 2021.

## Palmarés internacional
| Campeonato Mundial | Campeonato Mundial | Campeonato Mundial | Campeonato Mundial |
| Año                | Lugar              | Medalla            | Prueba             |
| ------------------ | ------------------ | ------------------ | ------------------ |
| 2021               | Bakú (Azerbaiyán)  | Medalla de oro     | Equipo mixto       |
| 2021               | Bakú (Azerbaiyán)  | Medalla de bronce  | Individual         |
| 2021               | Bakú (Azerbaiyán)  | Medalla de bronce  | Equipo             |
| Campeonato Europeo |                    |                    |                    |
| Año                | Lugar              | Medalla            | Prueba             |
| 2021               | Sochi (Rusia)      | Medalla de oro     | Individual         |
| 2021               | Sochi (Rusia)      | Medalla de oro     | Equipo             |